# Оврах Володимир Михайлович
Оврах Володимир Михайлович (нар. 10 лютого 1953, Миргород) — український художник декоративно-прикладного мистецтва, заслужений художник України, народний художник України (2020), член Національної спілки художників України

## Біографія

### Освіта
Володимир Оврах у 1972 році закінчив Миргородський керамічний технікум імені М. В. Гоголя з відзнакою (педагоги з фаху: С. Мисак, Д. Хожай), а потім навчався на відділенні художньої кераміки Львівського державного інституту прикладного і декоративного мистецтва, який закінчив у 1977 році. Педагоги з фаху — М. Гладкий, В. Горбалюк, Н. Федчун.

### Творчість
Учасник обласних та республіканських виставок. У 1977—2002 рр. разом з дружиною Тамарою Євгенівною працював на Барановському фарфоровому заводі.
Учасник арт-проекту «Декоративне мистецтво України кінця ХХ століття. 200 імен» та виставки «Сучасне професійне декоративне мистецтво України», «Трансформація образу».
Художник — учасник багатьох живописно-графічних пленерів у Вінниці, Одесі, Хмільнику, Грушівці на Миколаївщині, Селищі, учасник симпозіуму кераміки у латвійському Дзинтарі та Опішні на Полтавщині.
Брав участь у міжнародній виставці «Сучасне декоративне мистецтво України» приуроченій до 50-річчя членства України в ЮНЕСКО у Парижі (Франція).
Працює в галузі монументального мистецтва, скульптури, декоративно-прикладного мистецтва, графіки і живопису.
Член Національної Спілки художників України з 1983 р. Член правління Вінницької обласної організації Національної спілки художників України.
У 2017 р. В. Оврах отримав почесне звання — кращий художник України, а також нагрудний срібний знак із коштовною позолотою.
Мешкає та працює у Вінниці.

### Творчий доробок
Скульптура
- Монументально-декоративна композиція «Панацея» (співавтор — художник Тамара Оврах), встановлена 1999 р. у Трускавці в пансіонаті Південно-Західної залізниці «Світязянка»[6].
- Декоративно-тематичні композиції: «Три грації» (1993), «Очима нащадків» (2005); «Скриня», «Сусідки» (2006); «Епіцентр» (2007)[6].
- Монументально-декоративне панно «Освіта, мистецтво» (1995) для екстер'єру Баранівської СЗОШ № 1, що на Житомирщині[6].
- Композиція «Колос» (2007, Вінниця)[7].
- Пам'ятний знак жертвам Голодомору 1932—1933 рр.. Відкрито 2008 р. у Вінниці біля центрального міського парку та площі Василя Стуса[7].
- Інтерактивна скульптура «Художник» (співавтори — скульптори Андрій та Роман Оврахи)[7], виготовлена коштом власниці арт-галереї «ІнтерШик» Людмили Бушинської та відкрита у Вінниці у жовтні 2009 р.[8][7].
- Скульптурна композиція «Несу свій хрест» (2010), знаходиться в експозиції музею сучасного Подільського мистецтва у Винниці[9];
- Пам'ятний знак Героям Небесної Сотні (співавтори — скульптори Андрій та Роман Оврахи), встановлений у листопаді 2015 р. у сквері Героїв Майдану у Бродах перед Бродівським педагогічним коледжем ім. М. Шашкевича, відкриття відбулося 29 травня 2016 р.[10];
- Пам'ятник С. Петлюрі, погруддя композитору Миколі Леонтовичу[11] у Вінниці (2017);
- Пам'ятний знак жертвам масових репресій, які проводилися у СРСР у 1937—1938 рр. встановлений на римо–католицькому цвинтарі міста Бар (2017)[12];
- Пам'ятник «Борцям за волю України» (співавтори — скульптори Андрій та Роман Оврахи), відкритий 24 серпня 2013 р. у місті Погребище[13];.
- Пам'ятник Героям Майдану (співавтори — скульптори Андрій та Роман Оврахи), відкритий 1 грудня 2014 р. у Тячеві[14].
- Меморіальна таблиця соратнику Симона Петлюри — сотнику Армії УНР Семену Якерсону, встановлена на будівлі Вінницького торгово-економічного інституту КНТУ, поруч із колишнім розташуванням будинку, де мешкала родина Якерсонів. До наших днів ця споруда не збереглася. Ініціаторами встановлення меморіальної таблиці є благодійний фонд «Героїка» та декілька громадських організацій[15];
- Бронзова скульптура Євгенії Францівні Прунмаєр — австрійці, коштом якої у 1874 р. спорудили у Вінниці готель «Франція», відкрита 25 листопада 2013 р. біля входу до готелю[16].

Живопис
- 1988 — «Легенди рідного краю»;
- 1989 — «Старий Немирів», «Птахи»;
- 1991 — «Весілля»;
- 2000 — «Воронячий чай»;
- 2001 — «Кераміка з сухим зіллям», «Студент академії мистецтв», «Стамбул. Голуба мечеть»;
- 2003 — «Пієта»;
- 2005 — «Немирів. Старий млин»;
- 2006 — «Чумацький шлях», «Композиція-2», «Берегиня»;
- 2007 — «Подолянка», «Карпати», «Синьогори», «Зимовий ранок», «Між сузір'ям риб», «Гармонист», «Композиція», «Пам'яті народного майстра кераміки О. Бахматюка», «Рибалка», «Хатина лісника», «Квочка», «Зелена левада»;
- 2008 — «Архітектурна Вінниця», «Стара ферма», «Костел в Полонному», «Осінь в Карпатах», «Решетилівка. Народження образу», «Етносвято», «Трипільська Венера», «Бандурист», «Гніздо лелеки»;
- 2009 — «Початок», «Перекотиполе», «Годувальниця», «На Андрія», «Пилип Орлик», «Митрополит Андрей Шептицький», «На околиці», «Бабин півень», «Вінницька Єрусалимка», «Квіти»;
- 2010 — «Літописець. Вінницькі мури», «Просвітитель. Вінницькі мури», «Колядники», «Півонії», «Стара Вінниця»;
- 2014 — «Бузок», «Свята неділя», «Карпати. Тухля»[17].

## Родина
Одружений з Тамарою Євгенівною Оврах, з нею виховали двох синів — Андрія та Романа. Діти продовжили справу батьків — стали відомими скульпторами. Дружина старшого сина Андрія — Оврах Ольга Володимирівна (до шлюбу Данилюк, дочка різьбяра Володимира Данилюка) також є скульпторкою.